# Axel Fleisch
Axel Fleisch , född 6 december 1968 i Langenhagen, är en forskare i Afrikastudier verksam vid Helsingfors universitet. Han blev doktor i Afrikastudier 2000 och magister 1995 vid Kölns universitet. Han har varit lärare vid Leipzigs universitet, samt Post doc-forskare 2002–2004 vid University of California, Berkeley. Han forskar kring deskriptiv språkvetenskap samt dokumentering av Afrikas språk, speciellt bantuspråk och berberspråk.